# ゲオルク1世 (ヴァルデック侯)
ゲオルク1世（Georg I., 1747年5月6日 - 1813年9月9日）は、ヴァルデック侯（在位：1812年 - 1813年）。

## 生涯
カール・アウグスト・フリードリヒとその妃であったプファルツ＝ビルケンフェルト＝ツヴァイブリュッケン公クリスティアン3世の娘クリスティアーネ・ヘンリエッテ（1725年 - 1816年）の4男。1747年5月6日にアーロルゼン（現バート・アーロルゼン）で生まれた。

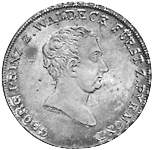
ゲオルク1世を描いた硬貨

1784年9月12日にシュヴァルツブルク＝ゾンダースハウゼン侯子アウグスト2世の娘アウグステ（1768年 - 1849年）と結婚した。1805年に兄のヴァルデック＝ピルモント侯フリードリヒ・カール・アウグストからピルモントを譲渡されピルモント侯となるが、フリードリヒ・カール・アウグストには息子がいなかったため、1812年に彼が死去するとヴァルデックも相続した。しかし、ゲオルク1世も翌年に急死、息子のゲオルク2世が後を継いだ。

## 子女
- クリスティアーネ・フリーデリケ・アウグステ（1787年 - 1806年）
- カール（1788年 - 1795年）
- ゲオルク・フリードリヒ・ハインリヒ（1789年 - 1845年） - ヴァルデック侯、アンハルト＝ベルンブルク＝シャウムブルク＝ホイム侯女エンマと結婚
- フリードリヒ・ルートヴィヒ・フーベルト（1790年 - 1828年）
- クリスティアン（1792年 - 1795年）
- アウグステ（1793年 - 1794年）
- ヨハン・ルートヴィヒ（1794年 - 1814年）
- イーダ・カロリーネ・ルイーゼ（英語版）（1796年 - 1869年） - シャウムブルク＝リッペ侯ゲオルク妃
- ヴォルラート（1798年 - 1821年）
- カロリーネ・フリーデリケ・マティルデ（英語版）（1801年 - 1823年） - ヴュルテンベルク公オイゲン妃
- カール・クリスティアン（1803年 - 1846年） - リッペ＝ビースターフェルト女伯アマーリエと結婚
- カロリーネ・クリスティアーネ（1804年 - 1806年）
- ヘルマン・オットー・クリスティアン（ドイツ語版）（1809年 - 1876年）